# Isaak Oliver

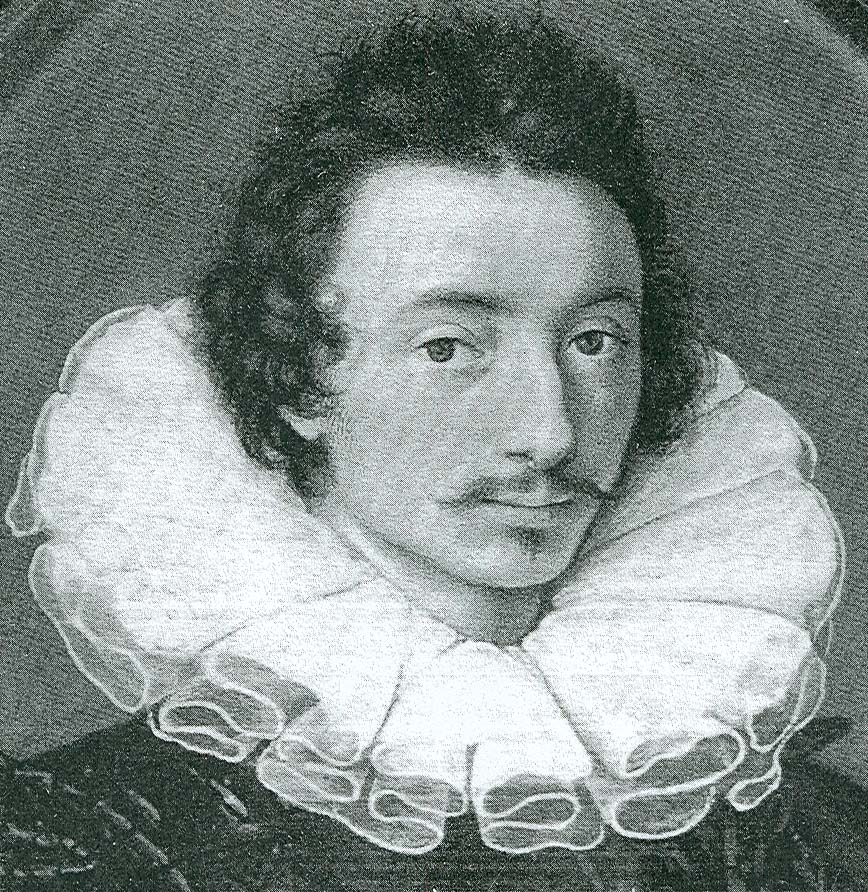
Isaak Oliver, Selbstbildnis um 1595

Isaak Oliver, auch: Isaac Olivier (* um 1560 in Rouen; † 2. Oktober 1617 in London) war ein englischer Miniaturmaler.

## Leben
Oliver stammte aus einer französischen Hugenottenfamilie, kam noch als Kind nach England und war ein Schüler von Nicholas Hilliard (1547–1619). Später wurde er dessen größter Konkurrent. Oliver ist für die von ihm entwickelten Techniken auf dem Gebiet der Miniaturmalerei berühmt. In dieser Technik malte er Porträts (unter anderem Elisabeth I., Jakob I. und Anna von Dänemark) und historische Szenen.
Nach dem Tod seiner ersten Ehefrau Elisabeth († 1599) heiratete er 1602 in zweiter Ehe Sara, Tochter des Malers Marcus Gerards der Ältere (1516–1604) und seiner Ehefrau Susannah de Critz. Sowie Nichte des Miniaturmalers John de Critz. Aus der ersten Ehe ging ein Sohn hervor: Peter Oliver.